# Wanikajmy

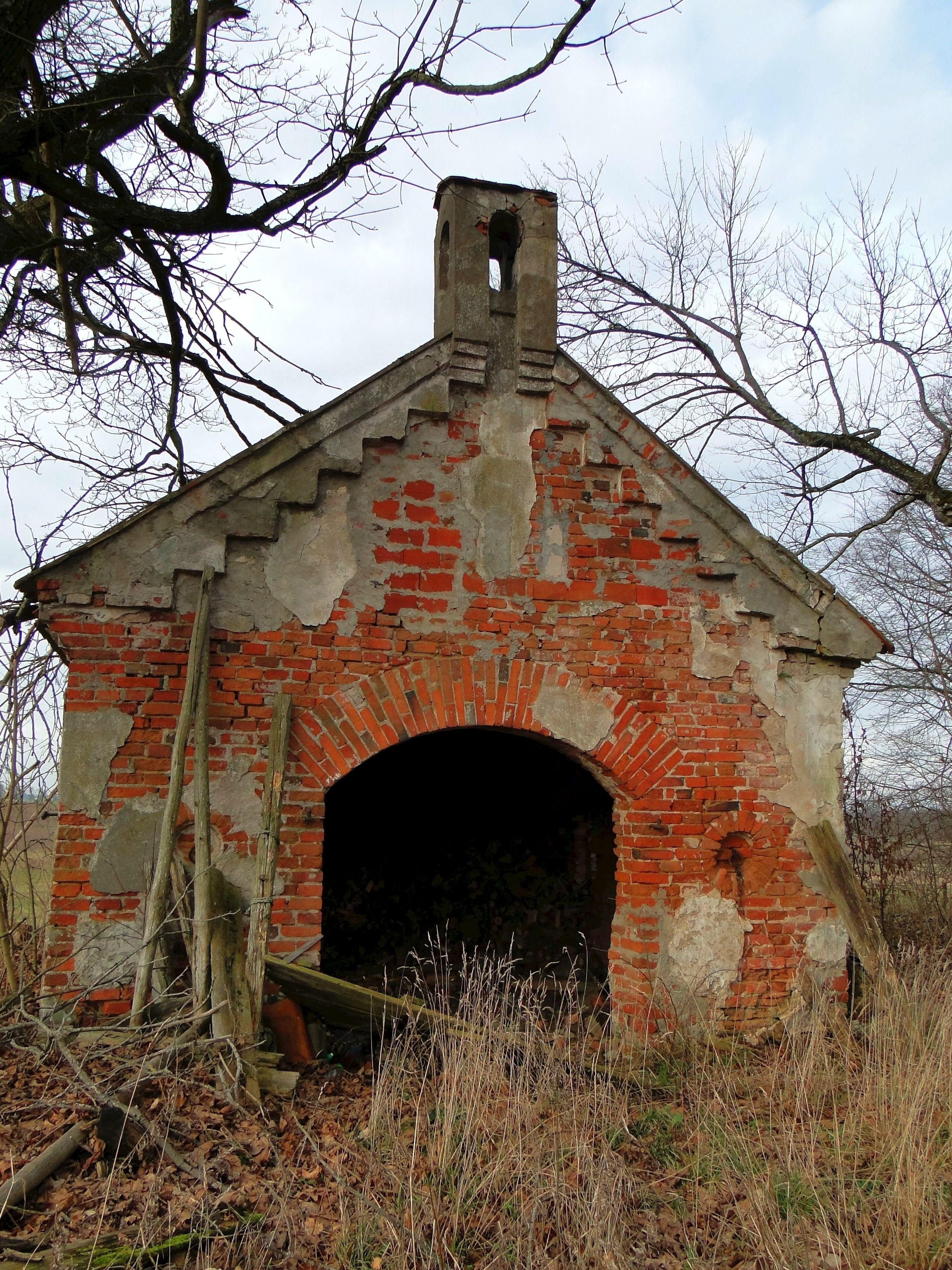
Niszczejąca nieużywania kuźnia.

Wanikajmy (Wonikajmy, Iwonki, niem. Woninkeim) – kolonia w Polsce położona w województwie warmińsko-mazurskim, w powiecie bartoszyckim, w gminie Sępopol. W latach 1975–1998 miejscowość administracyjnie należała do województwa olsztyńskiego.
W 1978 r. były tu dwa indywidualne gospodarstwa rolne, gospodarujące na 30 ha. W 1983 r. w osadzie był jeden dom z 13 mieszkańcami.